# Sveta Jelena
Sveta Jelena (italsky Sant'Elena di Segna) je malá vesnice a přímořské letovisko v Chorvatsku v Licko-senjské župě, spadající pod opčinu města Senj. Nachází se pod pohořím Velebit, asi 2 km severozápadně od Senje. V roce 2011 zde trvale žilo 16 obyvatel. Vesnice vznikla v roce 2011.
Sousedními vesnicemi jsou Bunica a Pijavica